# Mine de Camp Bird
La mine de Camp Bird était une mine d'or située dans le Colorado aux États-Unis. 
La mine est située entre Ouray et Telluride dans les monts San Juan du Colorado, à une élévation de 2 965 mètres dans le bassin d’Imogene. La mine fut découverte par Thomas Walsh en 1896 qui la vendit en 1902 après avoir fait fortune. 